# Eastern Professional Basketball League 1965-1966
La stagione EPBL 1965-66 fu la 20ª della Eastern Professional Basketball League. Parteciparono 10 squadre divise in due gironi.
Rispetto alla stagione precedente si aggiunsero gli Harrisburg Patriots, i Johnstown C-J's e i New Haven Elms.

## Squadre partecipanti
- Allentown Jets
- Camden Bullets
- Harrisburg Patriots
- Johnstown C-J's
- New Haven Elms
- Scranton Miners
- Sunbury Mercuries
- Trenton Colonials
- Wilkes-B. Barons
- Wilmington B.B.

## Classifiche

### Eastern Division
| Squadra                 | V  | P  | %    | GB |
| ----------------------- | -- | -- | ---- | -- |
| Wilmington Blue Bombers | 20 | 8  | 71,4 | -  |
| Trenton Colonials       | 20 | 8  | 71,4 | -  |
| Allentown Jets          | 15 | 13 | 53,6 | 5  |
| Camden Bullets          | 14 | 14 | 50,0 | 6  |
| New Haven Elms          | 8  | 20 | 28,6 | 12 |

### Western Division
| Squadra             | V  | P  | %    | GB |
| ------------------- | -- | -- | ---- | -- |
| Wilkes-Barre Barons | 19 | 9  | 67,9 | -  |
| Sunbury Mercuries   | 18 | 10 | 64,3 | 1  |
| Scranton Miners     | 13 | 15 | 46,4 | 6  |
| Harrisburg Patriots | 10 | 18 | 35,7 | 9  |
| Johnstown C-J's     | 3  | 25 | 10,7 | 16 |

## Play-off

### Semifinali di division
|  | Trenton Colonials | 133 – 114 | Allentown Jets |  |

|  | Sunbury Mercuries | 136 – 132 | Scranton Miners |  |

### Finali di division
|  | Wilmington Blue Bombers | 113 – 110 | Trenton Colonials |  |

|  | Trenton Colonials | 145 – 124 | Wilmington Blue Bombers |  |

|  | Wilmington Blue Bombers | 122 – 110 | Trenton Colonials |  |

|  | Wilkes-Barre Barons | 109 – 103 | Sunbury Mercuries |  |

|  | Sunbury Mercuries | 112 – 108 | Wilkes-Barre Barons |  |

|  | Wilkes-Barre Barons | 113 – 107 | Sunbury Mercuries |  |

### Finale EPBL
|  | Wilkes-Barre Barons | 113 – 101 | Wilmington Blue Bombers |  |

|  | Wilmington Blue Bombers | 133 – 114 | Wilkes-Barre Barons |  |

|  | Wilmington Blue Bombers | 114 – 104 | Wilkes-Barre Barons |  |

### Tabellone
|  | Semifinali di division | Semifinali di division | Semifinali di division |              |            | Finali di division | Finali di division | Finali di division |  |  | Finale EBA | Finale EBA | Finale EBA |  |
|  |                        |                        |                        |              |            |                    |                    |                    |  |  |            |            |            |  |
|  |                        |                        |                        |              |            | 1e                 | Wilmington         | 2                  |  |  |            |            |            |  |
|  |                        |                        |                        |              |            | 1e                 | Wilmington         | 2                  |  |  |            |            |            |  |
|  |                        |                        | 2e                     | Trenton      | 1          |                    |                    |                    |  |  |            |            |            |  |
|  | 3e                     | Allentown              | 2e                     | Trenton      | 1          | 0                  |                    |                    |  |  |            |            |            |  |
|  | 3e                     | Allentown              |                        |              |            |                    |                    |                    |  |  |            |            |            |  |
|  | 2e                     | Trenton                | 1                      |              |            |                    |                    |                    |  |  |            |            |            |  |
|  | 2e                     | Trenton                | 1                      |              | Wilmington | Wilmington         | 2                  |                    |  |  |            |            |            |  |
|  |                        |                        |                        |              |            |                    |                    |                    |  |  |            |            |            |  |
|  |                        |                        | Wilkes-Barre           | Wilkes-Barre | 1          |                    |                    |                    |  |  |            |            |            |  |
|  | 2w                     | Sunbury                | Wilkes-Barre           | Wilkes-Barre | 1          | 1                  |                    |                    |  |  |            |            |            |  |
|  | 2w                     | Sunbury                |                        |              |            |                    |                    |                    |  |  |            |            |            |  |
|  | 3w                     | Scranton               | 0                      |              |            |                    |                    |                    |  |  |            |            |            |  |
|  | 3w                     | Scranton               | 0                      |              | 2w         | Sunbury            | 1                  |                    |  |  |            |            |            |  |
|  |                        |                        |                        |              | 2w         | Sunbury            | 1                  |                    |  |  |            |            |            |  |
|  |                        |                        | 1w                     | Wilkes-Barre | 2          |                    |                    |                    |  |  |            |            |            |  |

## Vincitore
| Campione EPBL 1966                  |
| ----------------------------------- |
| Wilmington Blue Bombers (1º titolo) |

## Premi EPBL
- EPBL Most Valuable Player: Julius McCoy, Scranton Miners
- EPBL Rookie of the Year: Bob Love, Trenton Colonials